# 全院庭審
全院庭審（en banc；全員合議體）在法律上是指一審判在法院的所有法官面前（在全體法官席面前）聽審，而不是從全體法官中選出一個司法小組來審理案件。相同的詞組<in banc，in banco 或 in bank>有時也會出現。全院庭審的審判通常用於異常複雜的案件，或被認為是更重要的案件。

## 美國
美國的上訴法院在案件涉及具有特殊公共重要性的事項，或者司法小組的判決與先前法庭的判決相衝突時，上訴法院有時會授權"全院庭審"重審由司法小組（通常只由三名法官組成）做成的裁判。在極少數情況下，上訴法院會命“全院庭審”來聽審，以之作為初始審判、而非由司法小組來進行第一次的聽審。
美國最高法院，及大多數美國的州最高法院，這些法官們不會只以司法小組來進行審理；而是以"全院庭審"（除了法官生病或迴避的情況）的方式來聽審他們所有的案件。

## 外部連結
- 全院庭審,en banc（页面存档备份，存于）
- Definition: En Banc.（页面存档备份，存于）
- What does "en banc" mean?（页面存档备份，存于）